# Rüdiger Reiche
Rüdiger Reiche (Querfurt, 27 maart 1955) is een Oost-Duits voormalig roeier. Reiche werd kampioen in de discipline dubbel-vier tijdens de Olympische Zomerspelen 1976. In de skiff won Reiche eerst de bronzen en zilveren medaille op de wereldkampioenschappen waarna hij tijdens de wereldkampioenschappen roeien 1982 wereldkampioen in de skiff werd.

## Resultaten
- Olympische Zomerspelen 1976 in Montreal  in de dubbel-vier
- Wereldkampioenschappen roeien 1977 in Amsterdam  in de dubbel-twee
- Wereldkampioenschappen roeien 1978 in Cambridge  in de skiff
- Wereldkampioenschappen roeien 1979 in Bled  in de skiff
- Wereldkampioenschappen roeien 1981 in München  in de skiff
- Wereldkampioenschappen roeien 1982 in Luzern  in de skiff
- Wereldkampioenschappen roeien 1983 in Duisburg  in de dubbel-vier
- Wereldkampioenschappen roeien 1985 in Hazewinkel  in de dubbel-vier

1976: Wolfgang Güldenpfennig & Rüdiger Reiche & Karl-Heinz Bußert & Michael Wolfgramm ·
1980: Frank Dundr & Carsten Bunk & Uwe Heppner & Martin Winter ·
1984: Albert Hedderich & Raimund Hörmann & Dieter Wiedenmann & Michael Dürsch ·
1988: Agostino Abbagnale & Davide Tizzano & Gianluca Farina & Piero Poli ·
1992: André Willms & Hajek & Steinbach & Stephan Volkert] ·
1996: André Steiner & Stephan Volkert & Andreas Hajek & André Willms ·
2000: Agostino Abbagnale & Alessio Sartori & Rossano Galtarossa & Simone Raineri ·
2004: Nikolai Spinev & Igor Kravtsov & Aleksei Svirin & Sergej Fedorovstev ·
2008: Michał Jeliński & Marek Kolbowicz & Adam Korol & Konrad Wasielewski ·
2012: Karl Schulze & Philipp Wende & Lauritz Schoof & Tim Grohmann ·
2016: Karl Schulze & Philipp Wende & Lauritz Schoof & Hans Gruhne ·
2020: Dirk Uittenbogaard & Abe Wiersma & Tone Wieten & Koen Metsemakers ·
2024: Koen Metsemakers & Tone Wieten & Finn Florijn & Lennart van Lierop